# 英国可卡犬
英国可卡犬是猎犬的一个品种。英国可卡犬是一种活跃的、和蔼的猎犬，有着很好的身材和马肩隆。 英国可卡犬分为“工作”犬和“展示”犬。它是猎犬品种之一，在某种程度上和他的美国表亲美国可卡犬很相似，不过实际上它和田野猎犬和史宾格犬关系更近。
在美国以外的地区，该品种一般都被简称为可卡犬，在美国就是美国可卡犬。“可卡”（Cocker）一词源于其经常被用作捕猎丘鹬（英文：Woodcock）。

## 历史

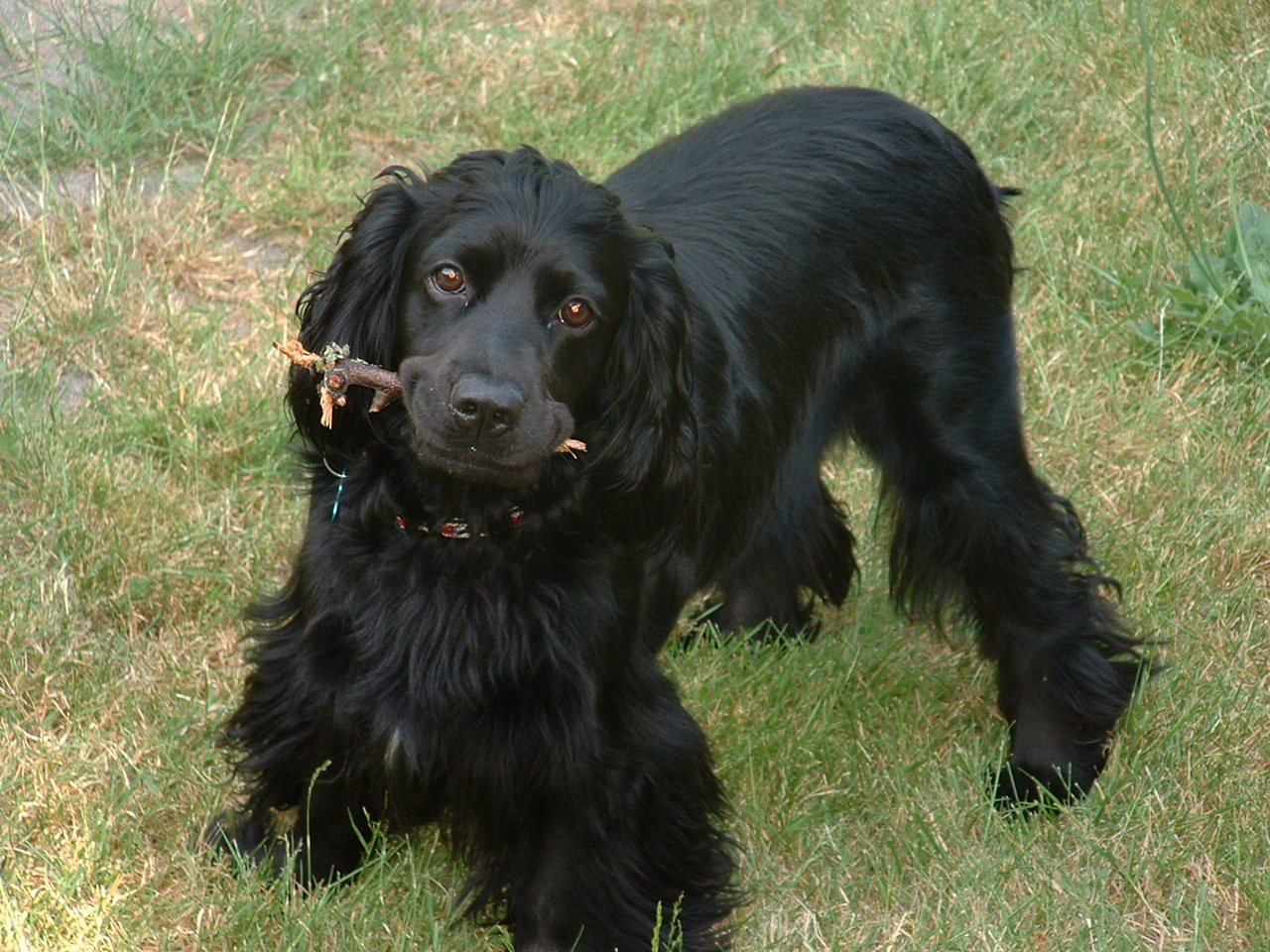
黑色英国可卡犬

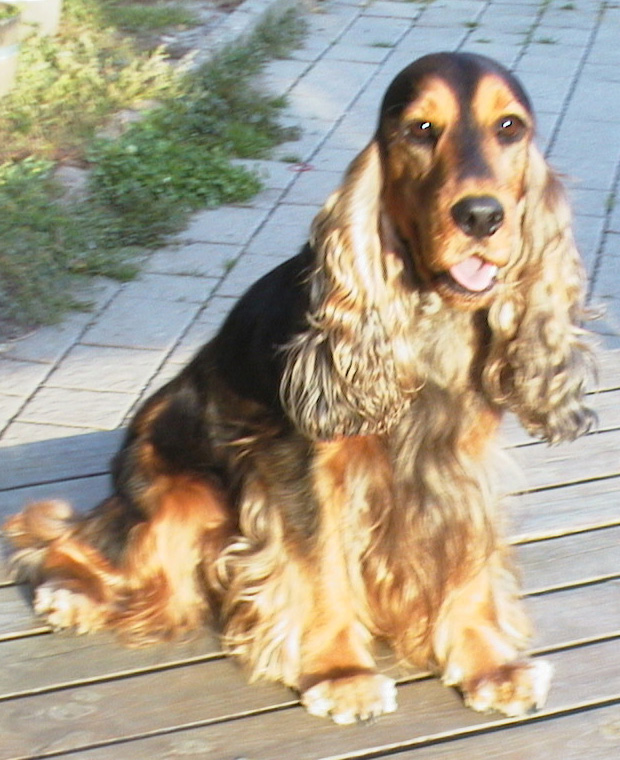
貂色英国可卡犬

猎犬最早在文学作品和艺术作品中已经出现了近500年。 
最早，猎犬在英国被分为陆地猎犬和水猎犬。今日我们所见到的猎犬之间的分别一直到19世纪中期才出现。这个时期，陆地猎犬也基于体重的分别变得更加分工明确。根据1840年的农村体育百科全书，可卡犬一般为12–20 磅(5.5–9 公斤)。 
在此时期，可卡犬和史宾格犬还经常出现于同一窝。甚至来自于“玩具犬”血统的幼犬也可以长成为史宾格犬。
没有早期资料表明这些猎犬被用于巡回比赛中。
在1850年到1860年间，有资料表明出现了其他品种的可卡犬：威尔士可卡犬和德文郡可卡犬。此外，萨西克斯郡猎犬血统的狗也开始被称为可卡犬。 
1874年，育犬协会出版了第一部血统簿。任何一种体重低于25 磅 (11 公斤)的猎犬都被归位了可卡犬品种下。但在1903年，威尔士可卡犬由于其过大的体型和更短的耳朵被重新列为史宾格犬。 
“...在那个年代只有那些每天辛苦工作的狗一天辛苦的工作和聪明的狗种才能活的下来，绝对的运动目的才是人们的兴趣所在，而狗类秀完全没有听说过...".
体型展示的狗类活动一直到猎犬俱乐部于1885年成立后才出现。在猎犬俱乐部发明了品种标准来区分这两个品种之前，史宾格和可卡在展示的时候都是归为一类的。一直到八年之后，育犬协会才真正区分开来两个品种的狗。自此之后，史宾格和可卡的喜爱者开始用不同的方法来培育这两种狗。今天，这两个品种已经不仅仅是体重上的区别了。
在历次克鲁夫茨狗展中，英国可卡犬一直是赢得总冠军中最成功的品种，1928年至2009年间共七次赢得该比赛：分别是在1930年、1931年、1938年、1948年、1950年和1996年。此外，H·S·劳埃德饲养的韦尔犬不止一次包揽了四个奖项中的三项。由于第二次世界大战，英国可卡犬成为在1938年到1950年间唯一赢得头衔的品种，尽管在此期间只举行了四次该比赛。最近一次赢得总冠军的是1996年的冠军犬阿爾伯特。

### 田野猎犬
19世纪末期，随着狗展赛的兴起以及对不同品种标准的创建，猎犬家族形成了很多不同的品种。一部分爱好者决定培育出一种大型黑色猎犬品种。四只狗成为了这个新品种的前辈，其中两只是是可卡犬，一只是可卡犬和英国水犬的杂交品种，一只是诺福克猎犬。新的品种被命名为田野猎犬，并于1892年被育犬协会认证。

### 美国可卡犬
19世纪，美国可卡犬在英国可卡犬的基础上培育出来以寻找鹌鹑和丘鹬等猎物。他们最初就只是以体型和英国可卡分区分的，但经过多年的培育已经有了诸多其他具体特征。 1936年之前，这两种可卡犬都是以同一品种参加展示的，直到1936年英国可卡犬获得了单独品种的地位。美国育犬协会于1946年授予了英国可卡全一个独立的地位。
和英国可卡犬相比，美国可卡犬的口鼻部更短，耳朵也更易感染，并且两个品种的修剪方式也不同。

## 描述

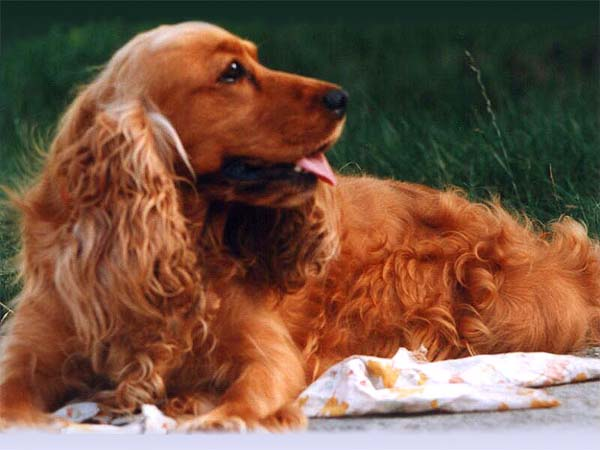
红色英国可卡

英国可卡犬是强健、紧凑且匀称的狗品种。它的一个显著特性就是表现出很高的警觉性。他的眼睛应该是深色的，并且将其耳朵向前拉时应该越过鼻尖一点儿。 今天，以打猎为目的培育的种类和为体型展示所培育的种类在外表上有很大的区别。北美的可卡犬通常都是断尾。 在断尾合法的国家内，以打猎为目的培育的可卡的尾巴一般都是在4–5 英寸 (10–13 厘米)处截断，而以展示为目的的可卡犬的尾巴都是在离身体更近的地方截断。断尾现在在澳大利亚、南非以及苏格兰都是违法的。在英格兰和威尔士，只有在主人能证明该狗是作为工作犬或猎犬时才可以截断尾巴。
品种的标准显示雄性品种马肩隆部位一般长15.5—16英寸（39—41），雌性一般长15—15.5英寸（38—39）。雄性和雌性通常重约13—14.5（29—32英磅）。 美国可卡犬的身材要小一点，雄性通常14.25—15.5英寸（36.2—39.4），雌性要比雄性稍小一点，一般长约13.5—14.5英寸（34—37），雄性和雌性的重量大约为11—13（24—29英磅）。 The closely related 英国可卡犬比其他可卡犬大，雌性通常能长到19—19.75英寸（48.3—50.2），雄性一般能长到19.25—20英寸（48.9—50.8），重约23—25（51—55英磅）。
英国可卡犬和史宾格犬长得很像，猛眼一看时，只能看出他们的区别是在体型上，英国可卡犬只是在体型上比史宾格犬大一点。但英国可卡犬比史宾格犬有更长并且部位更低的耳朵。此外，史宾格犬要有更长一点的鼻口处，它们的眼睛不是那么突出，皮毛也要更厚一些。

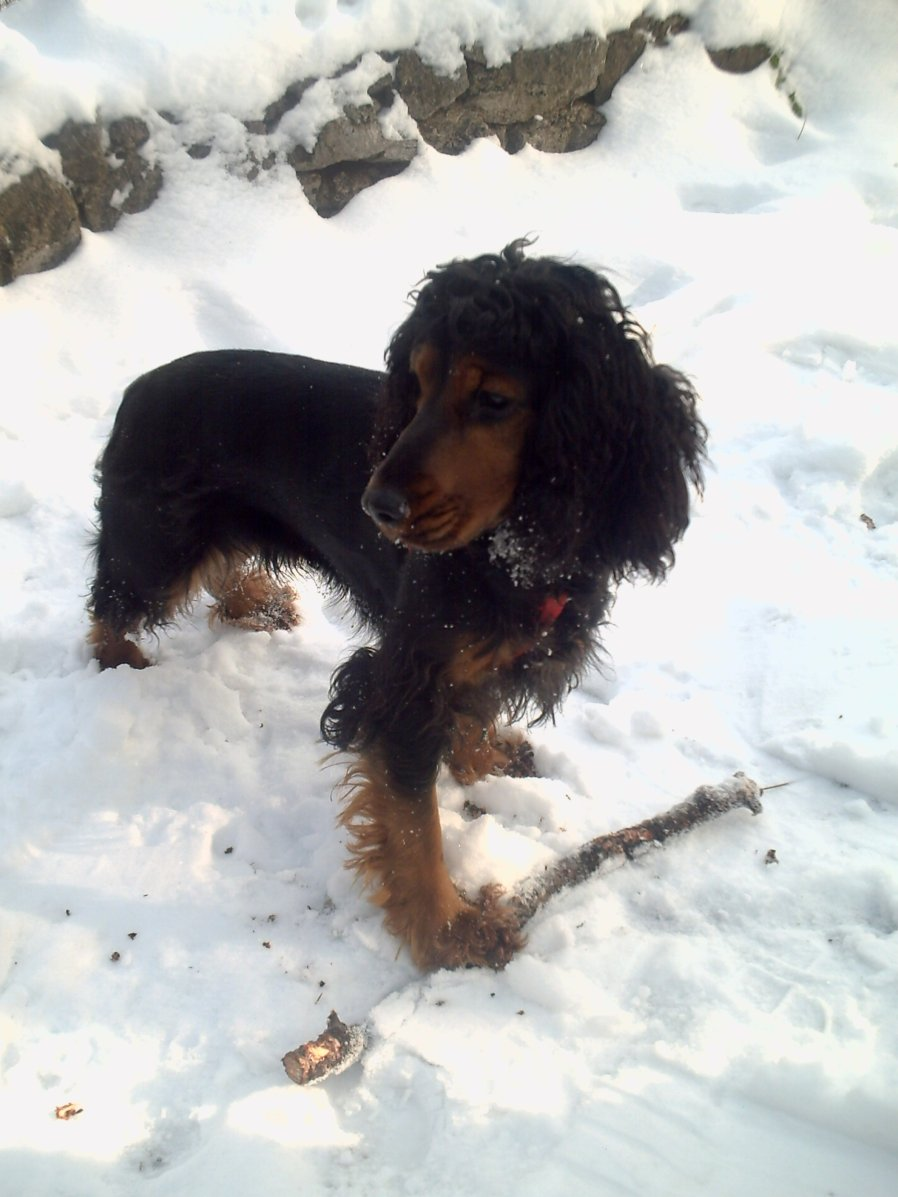
黑色而有棕色斑点
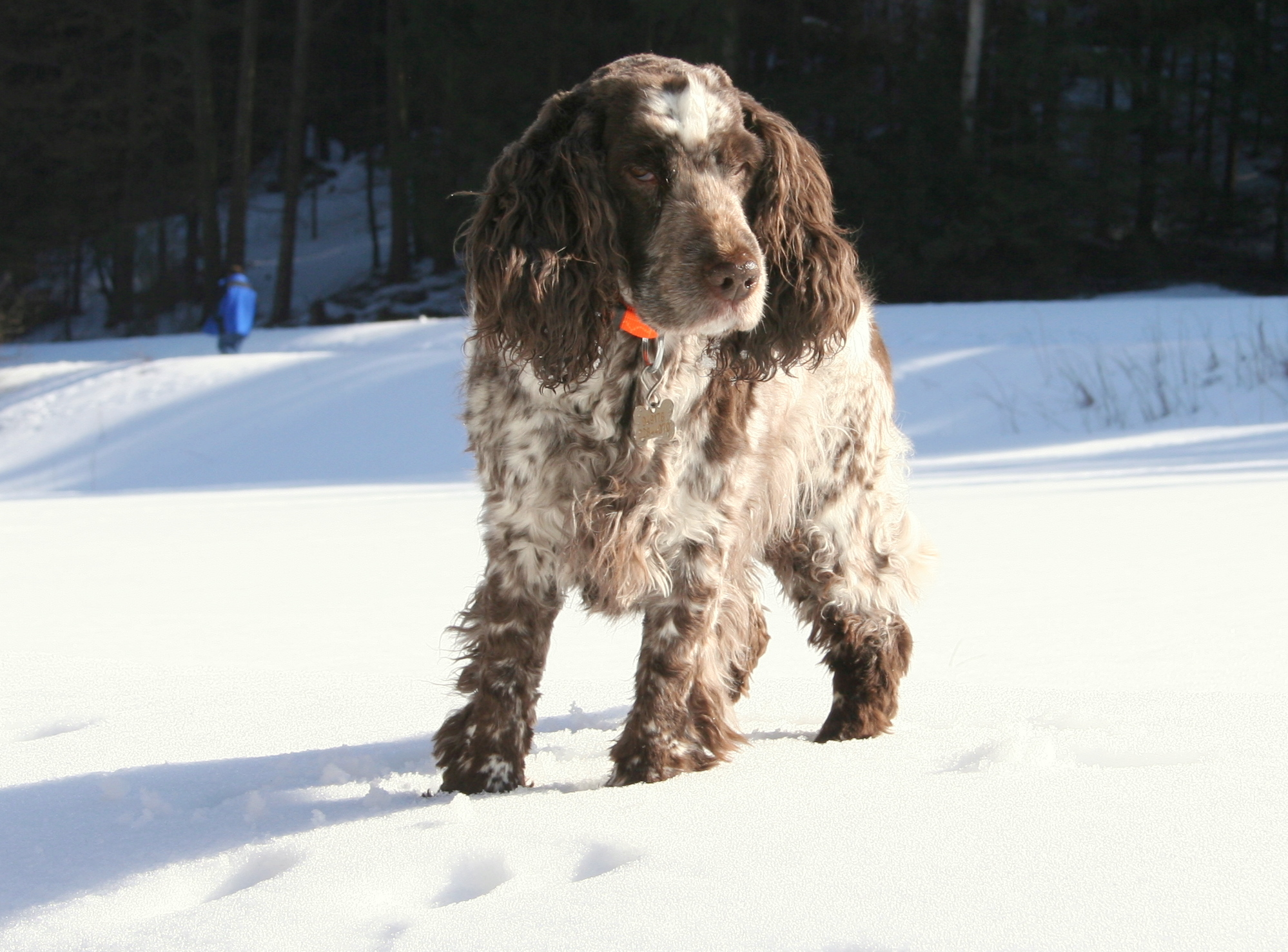
红褐色及白色斑点
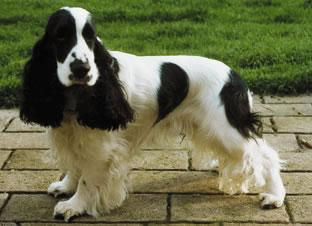
黑白可卡
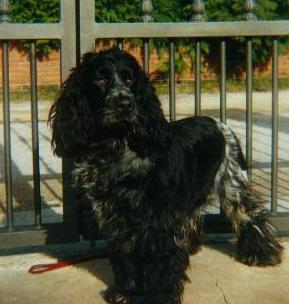
黑色并有白色斑点
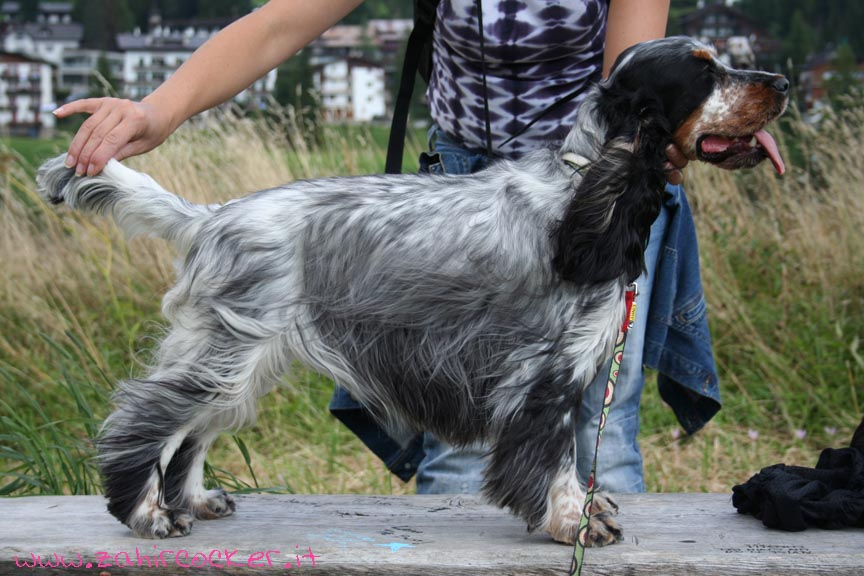
一个有黑色和褐色的标记的三色红棕色英国可卡犬
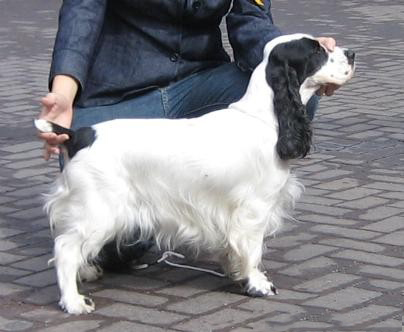
白色有黑斑点
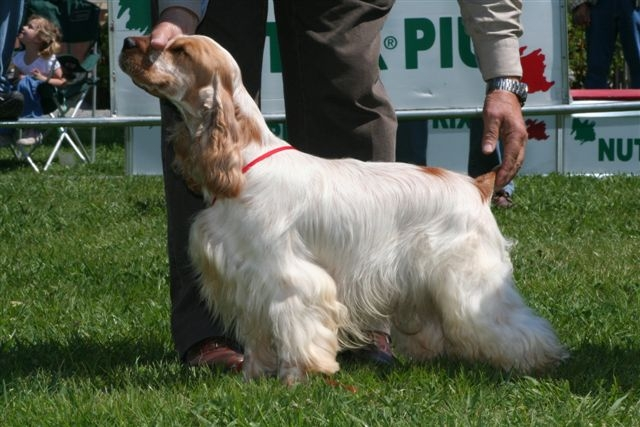
橙色和白色的可卡犬
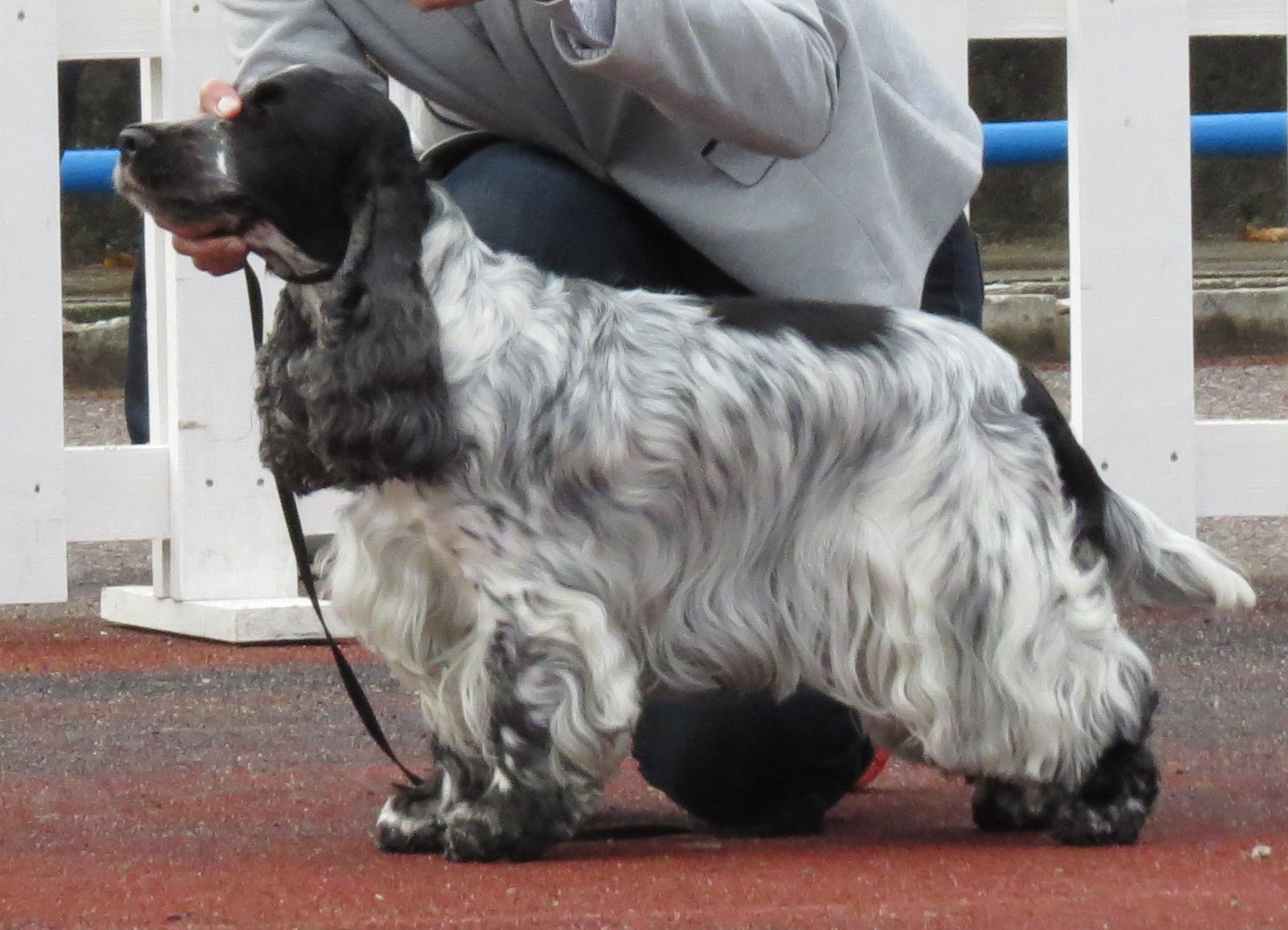
深蓝色的红棕色可卡犬

### 技能
以打猎为目而繁殖的可卡犬首要的是一只高地冲洗犬。在执行这个任务中，有一些技能是必须被训练才能执行的。
- 吆喝这是传统命令用来要求坐着。为了猎人能有效完成任务，狗必须能遵循其指令。训练师通过吆喝给狗下指令。吆喝狗可以使得猎人不来回跑动。
- 将猎物取回 大部分猎人和所有狩猎测试（英语：hunt test）或实地追猎选拔测试（英语：Field trial）的裁判都要求狗能将鸟送回到猎人手中 。
- 停滞 狗必须处于猎人前面的位置来需找高地猎鸟（英语：Upland game bird）。狗必须学会呆在指令区域以防激飞不在射击距离内的鸟。
- 遵循手势 高地狩猎意味着需要在猎物栖息地追逐猎物。猎犬必须能侦查出高地猎鸟。猎犬必须能遵循手势以便猎人能在兴趣点内狩猎。
- 稳定性  当狩猎陆地鸟类，激飞猎犬应该具有稳定性并能在合适时机出击，这意味着其应在鸟类飞起时或在枪发射时稳坐。狗这样做是为了避免在追踪目标时激飞其他鸟类。

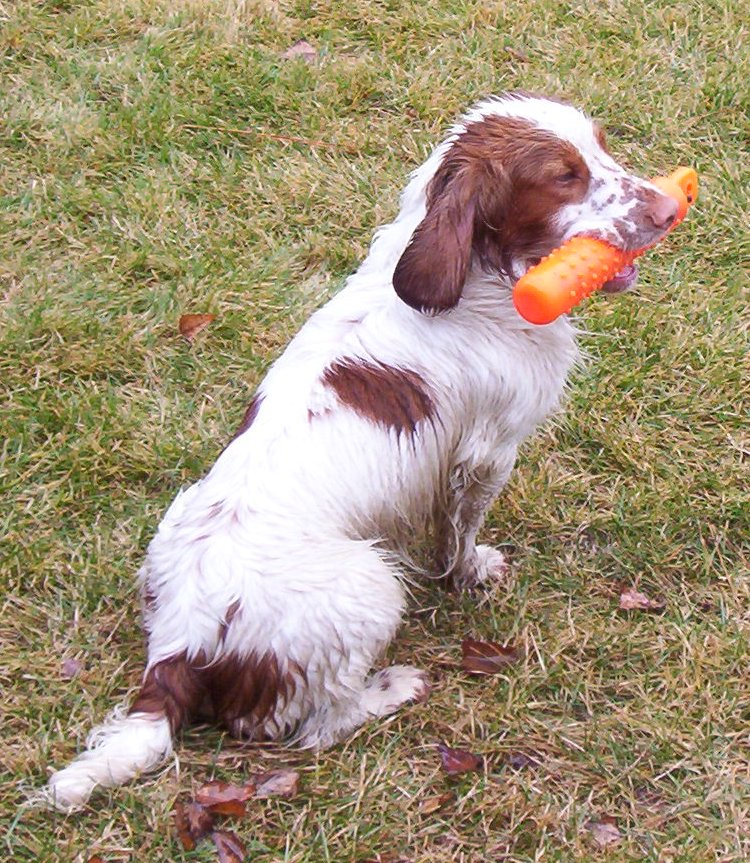
以狩猎为目的的田野可卡犬

## 扩展阅读
- Thoms, Jerry. . Gun Dog Magazine. （原始内容存档于2005-04-19）.
- Roettger, Anthony. Urban Gun Dogs: Training Flushing Dogs for Home and Field, The Writer's Collective, 2004. ISBN 1-59411-050-6
- Sucher, Jamie. . Hauppauge, NY: Barron's. 1999. ISBN 978-0-7641-1034-4.
- Grainger, Alexandra. Training your Cocker...Whilst Playing with Children.  Complete Owner's Guide.
- Fergus, Charles. Gun Dog Breeds, A Guide to Spaniels, Retrievers, and Pointing Dogs, The Lyons Press, 2002. ISBN 1-58574-618-5
- Fogle, Dr. Bruce. Cocker Spaniel English and American, Dorling Kindersley Limited, 1996.